# Horlogetoren (Lons-le-Saunier)

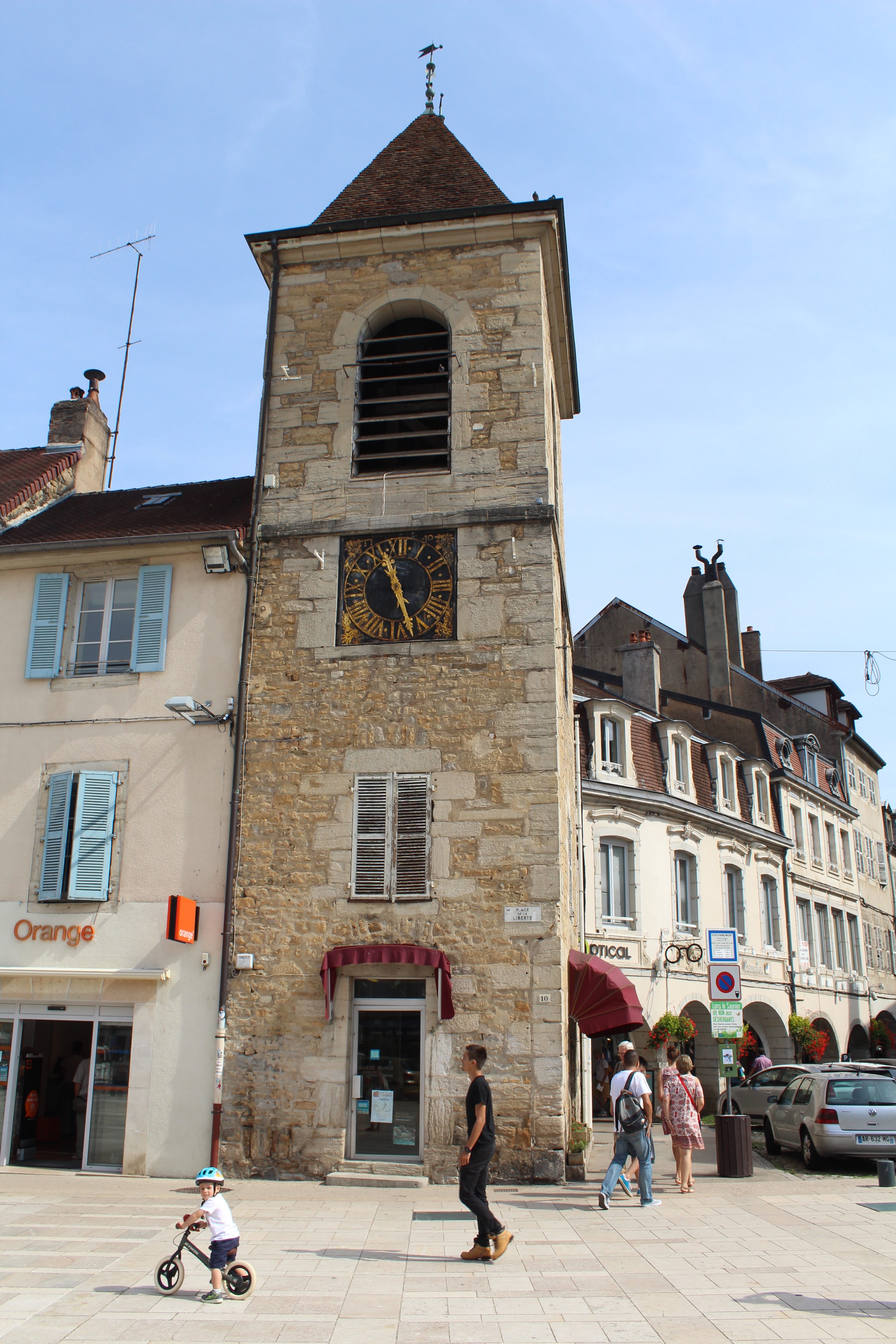
Tour de l'Horloge in Lons-le-Saunier

De Horlogetoren of Tour de l’Horloge (2e helft 18e eeuw) staat in de stad Lons-le-Saunier (Jura), in de landstreek Franche-Comté in Frankrijk. Verkeerdelijk wordt deze toren het belfort van Lons-le-Saunier genoemd, doch het is nooit een belfort geweest.

## Historiek
Tot de 18e eeuw stond op deze plek de Horlogepoort of Porte de l’Horloge. Het was een middeleeuwse toegangspoort tot de stad; de hele stadsomwalling dateerde van de 14e eeuw. Door de Horlogepoort kwam de reiziger in de Grande Rue, tegenwoordig Rue du Commerce genoemd. 
In de 18e eeuw stond de Horlogepoort op instorten. Het stadsbestuur besliste tot afbraak (1758). Van belang bij de afbraak was dat het horloge moest gespaard worden. De stenen werden hergebruikt om een toren te bouwen. Er kwam een vierkanten toren aan de rand van de Grande Rue, met 4 verdiepingen. Het horloge werd ingemetseld op de tweede verdieping. In de 19e eeuw werd er een klok op de derde verdieping van de toren gehangen. Sinds 1999 is het erkend als beschermd historisch erfgoed omwille van het horloge.